# Radwańce
Radwańce (ukr. Радванці) – wieś na Ukrainie, w rejonie radziechowskim obwodu lwowskiego. Wieś liczy około 450 mieszkańców.
Wieś starostwa niegrodowego sokalskiego w XVIII wieku. Pod koniec XIX w. grupa domów we wsi nosiła nazwę Wólka Radwaniecka, (Wolica). W II Rzeczypospolitej do 1934 samodzielna gmina jednostkowa. Następnie wieś należała do zbiorowej wiejskiej gminy Korczyn w powiecie sokalskim w województwie lwowskim. Po wojnie wieś weszła w struktury administracyjne Związku Radzieckiego.